# 时代转换
时代转换（韩语：／ Sidaejeonhwan）是大韩民国的中间派政党，在2020年大韩民国国会选举中首次获得议席，2023年11月9日并入国民力量而解散。

## 歷史
该党由趙廷訓和李元宰于2020年2月23日成立，自称是拒绝保守派和自由派的实用主义政党。时代转换在2020年3月宣布加入共同市民党作为比例代表的选举平台，参与在4月举行的國會選舉，在选举中共同市民党一共获得17席，在名单中排名第6的趙廷訓成功当选，为此党在第21届韩国国会中获得一个议席。
選舉結束後，名義為共同市民黨黨員的趙廷訓按照選前的協議回歸本黨黨籍。但是，根據韓國選舉法例，比例代表候選人若要保留當選人資格，只能被政黨「除名」而不能退黨，因此共同市民黨在5月12日以趙廷訓及另一政黨基本所得黨的當選人「不服共同市民黨與共同民主黨合併」的虛名開除兩人黨籍，讓趙廷訓恢復時代轉換的黨籍進入新一屆議會。

## 政黨理念
时代转换定位為一不屬於進步或保守派的實用主義政黨，主張實際地對社會問題提出解決方案，認同全體國民應以公議方式探討及解決社會問題，並支持創新和進步價值。同時，該黨亦認為鼓吹仇恨的政治應該結束，政治應該以解決問題為目的。另外，該黨認為為了下一代的和平，應將朝鮮視為共存的鄰居。

## 历次选举记录

### 歷屆國會選舉結果
| 年度 | 選舉   | 贏得席位 | 區域得票數 | 區域得票率 | 區域席位 | 比例得票數           | 比例得票率 | 比例席位 | 選舉結果        | 領袖   |
| ---- | ------ | -------- | ---------- | ---------- | -------- | -------------------- | ---------- | -------- | --------------- | ------ |
| 2020 | 第21屆 | 1 / 300  | 未參選     | 未參選     | 未參選   | 9,307,112            | 33.35%     | 1 / 47   | ▲ 1席；第七大黨 | 洪锡彬 |
| 2020 | 第21屆 | 1 / 300  | 未參選     | 未參選     | 未參選   | 以共同市民黨名義參選 |            |          | ▲ 1席；第七大黨 | 洪锡彬 |